# Ochłystka
Ochłystka, zyzja (Zizia W.D.J. Koch) – rodzaj roślin należący do rodziny selerowatych. Obejmuje 3, 4 lub 6 gatunków. Występują one w naturze w Ameryce Północnej. Uprawiana jako roślina ozdobna jest ochłystka złocista Z. aurea.
Rodzajowa nazwa naukowa upamiętnia niemieckiego botanika Johanna Baptistę Ziza (1779–1829).

## Morfologia
PokrójNagie lub niemal nagie byliny o pędzie rozgałęziającym się i osiągającym zwykle 30–80 cm wysokości. Korzenie grube.
LiściePojedynczo trójdzielnie do potrójnie pierzasto złożonych.
KwiatyZebrane w wielokwiatowe baldaszki o bardzo nierównych szypułkach – kwiaty w ich centrum są niemal siedzące, a te na skraju mają długie szypułki. Baldaszki zebrane w baldachy złożone i w ich wypadku także promienie środkowych baldaszków są bardzo skrócone, a brzeżnych – długie. Pokrywki są nieliczne, równowąsko-lancetowate. Działki kielicha krótkie, trójkątne. Płatki korony żółte.
OwoceRozłupnie rozpadające się na dwie rozłupki, spłaszczone, jajowate lub podługowate, z wyraźnymi żebrami.

## Systematyka
Pozycja systematyczna
Rodzaj w obrębie rodziny selerowatych (baldaszkowatych) Apiaceae klasyfikowany jest do podrodziny Apioideae, plemienia Selineae.
Wykaz gatunków (nazwy zaakceptowane według The Plant List)
- Zizia aptera (A. Gray) Fernald
- Zizia arenicola Rose
- Zizia aurea Koch – ochłystka złocista[8], zyzja złota[11]
- Zizia bebbii (J.M. Coult. & Rose) Britton
- Zizia cordata DC.
- Zizia trifoliata (Michx.) Fernald

Wykaz gatunków (nazwy zaakceptowane według USDA)
- Zizia aptera (A. Gray) Fernald
- Zizia aurea Koch – ochłystka złocista
- Zizia trifoliata (Michx.) Fernald